# Corte Suprema de Ohio

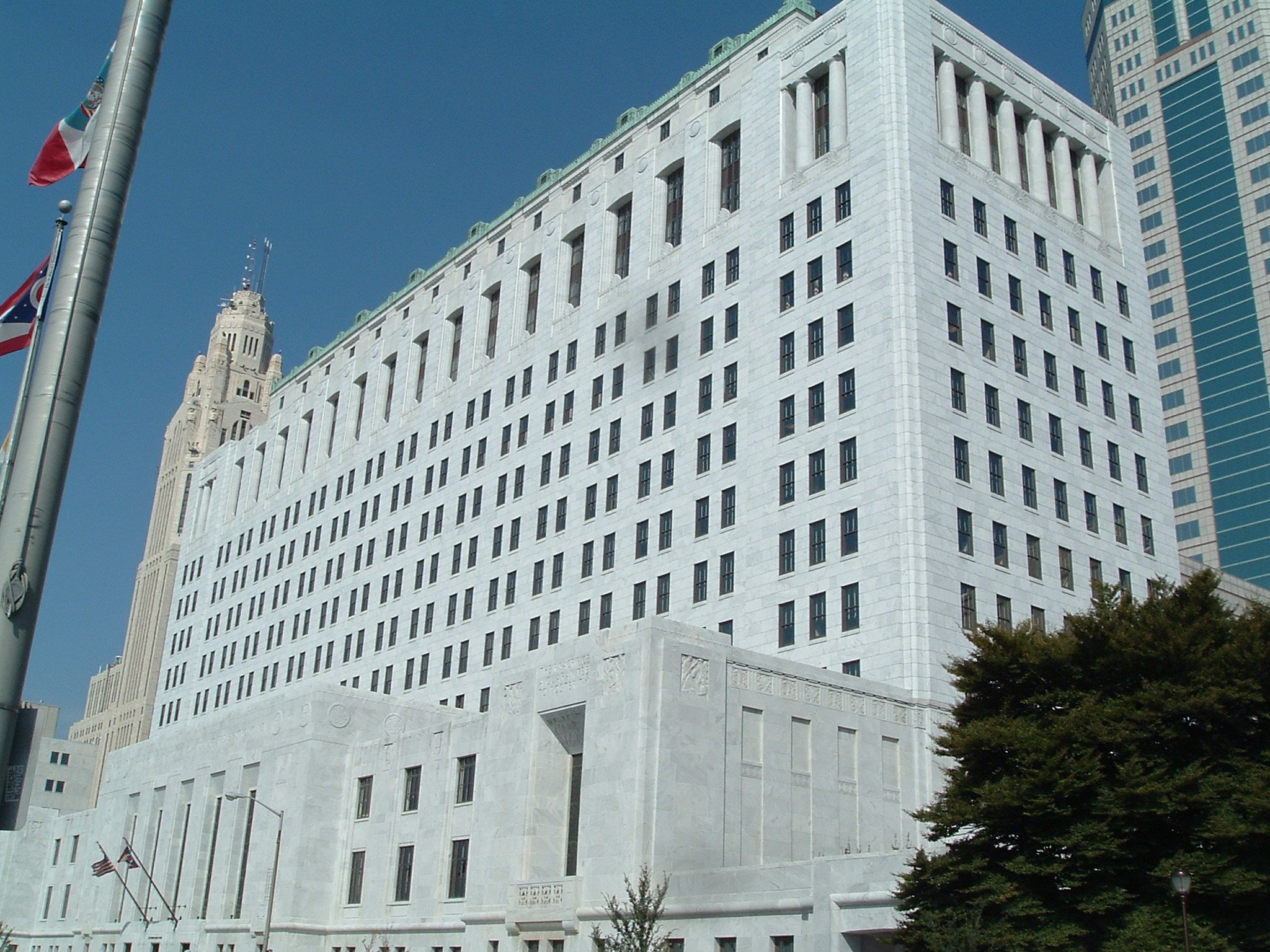
El Thomas J. Moyer Ohio Centro Judicial

La Corte Suprema de Ohio es el tribunal más alto de Ohio, con autoridad final sobre la interpretación de las leyes y la Constitución de ese estado. Tiene siete miembros, un juez presidente y otros seis juristas, elegidos por un periodo de seis años. Desde 2004, se encuentra en el Centro Judicial Thomas J. Moyer de Ohio en la margen oriental de río Scioto en Colón céntrico. 